# 无盖粉背蕨
无盖粉背蕨（学名：Aleuritopteris doniana），为中国蕨科粉背蕨属下的一个种。

## 扩展阅读
維基物種上的相關：无盖粉背蕨